# Crisulipora
Crisulipora is een geslacht van mosdiertjes uit de familie van de Crisuliporidae en de orde Cyclostomatida.

## Soorten
- Crisulipora ijimai Okada, 1917
- Crisulipora occidentalis Robertson, 1910
- Crisulipora orientalis Canu & Bassler, 1928
- Crisulipora strigosa Marcus, 1938